# Single coil

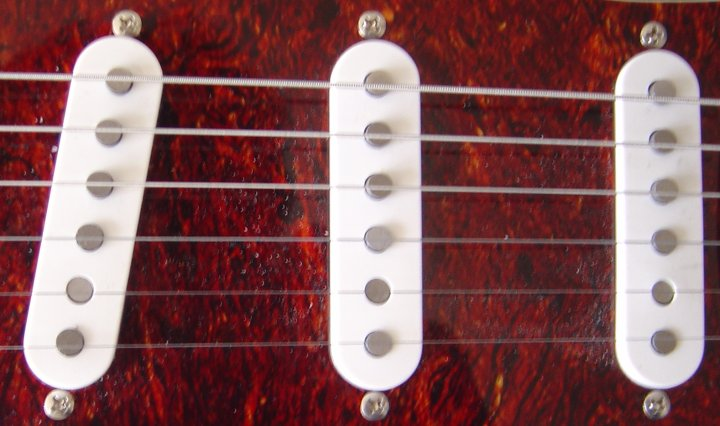
Vista de les tres pastilles de bobinat simple tradicionals d'una Stratocaster

La pastilles de bobinat simple o single coil, és un tipus de pastilla usada en les guitarres elèctriques i baixos elèctrics. El seu nom indica que estan compostes per un fil metàl·lic enrotllat al voltant d'un nucli metàl·lic.
El "single coil" és el model més senzill de pastilla electromagnètica, està format per 6 pols, un per cada corda. És el tipus de pastilles que tradicionalment es troba a les guitarres Stratocaster. Aquestes pastilles s'associen amb Fender, ja que són les que majorment usa.Sonido dinàmic i brillant amb una resposta increïble. Els models en les guitarres clàssiques de Fender són els representants típics d'aquestes pastilles. Els desavantatges són que solen tenir poc nivell de sortida i la sensibilitat pel que fa a possibles interferències. La P90 de Gibson i les pastilles de la seva categoria representen una forma especial: Aquestes pastilles tenen un bobinatge més gran i s'encarreguen de produir un alt nivell de sortida amb un so fort i aspre i tant es poden utilitzar en blues com a punk, però malauradament també són susceptibles a les interferències.
El so clàssic de les pastilles single-coil és cruixent, brillant i lluminós en contraposició amb el gruix i fosc so de les humbucker. Les pastilles simples tendeixen a produir major retorn (feedback) i soroll que les humbuckers. Aquestes característiques han estat usades per guitarristes com Jimi Hendrix per aconseguir grans efectes.
Hi ha diversos models de pastilles simples que tenen sons característics i que normalment són usats com a tipus estàndard:
- DiMarzio
- Gibson P-90 (1946)
- Seymour-Duncan
- Danelectro el·lipstick
- Pastilles actives d'EMG, que s'escolten clarament en la introducció de "Start Me Up" dels Rolling Stones, i influenciar en gran manera el disseny de: -
- Fender Lace Sensor pickups (1987)
- Fender Vintage Noiseless pickups (1998)
- Tonerider Pure Vintage (2005)